# Astragalus androssovianus
Astragalus androssovianus är en ärtväxtart som beskrevs av Nikolai Fedorovich Gontscharow. Astragalus androssovianus ingår i släktet vedlar, och familjen ärtväxter. Inga underarter finns listade i Catalogue of Life.